# Hemirhagerrhis
Hemirhagerrhis — рід змій родини піщаних змій (Psammophiidae). Представники цього роду мешкають в Африці на південь від Сахари. Умовно отруйні змії (реальної небезпеки для людини не становлять).

## Види
Рід Hemirhagerrhis нараховує 4 види:
- Hemirhagerrhis hildebrandtii (W. Peters, 1878)
- Hemirhagerrhis kelleri Boettger, 1893
- Hemirhagerrhis nototaenia (Günther, 1864)
- Hemirhagerrhis viperina (Bocage, 1873)

## Етимологія
Наукова назва роду Hemirhagerrhis походить від сполучення слова дав.-гр. ἡμι — пів, ῥαγη — щілина і ῥις — ніс.